# Catamicrophyllum montanum
Catamicrophyllum montanum är en mångfotingart som beskrevs av Karl Wilhelm Verhoeff 1923. Catamicrophyllum montanum ingår i släktet Catamicrophyllum och familjen kejsardubbelfotingar. Inga underarter finns listade i Catalogue of Life.